# Stülcken-Schwergutbaum

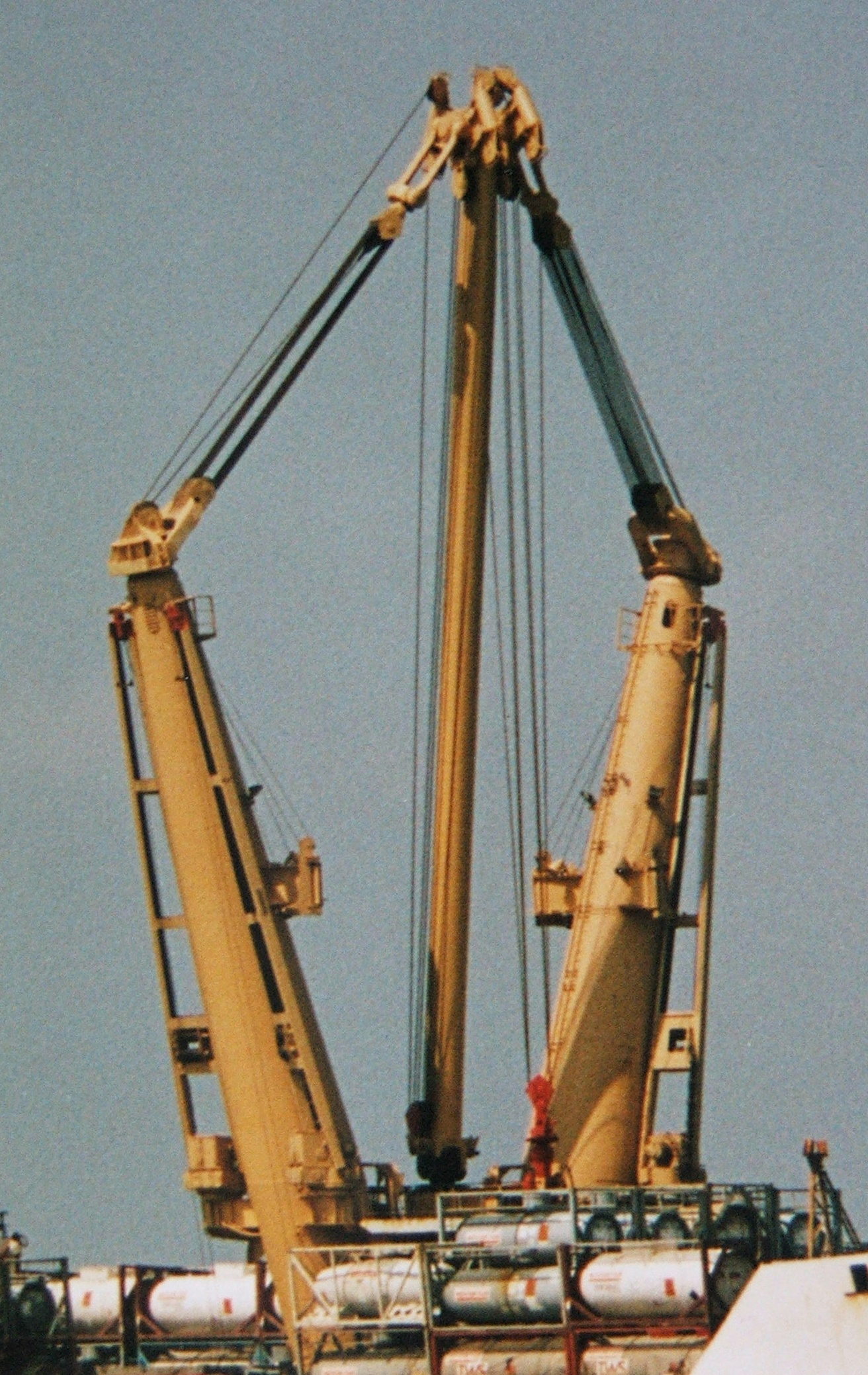
Einfacher Stülcken-Schwergutbaum

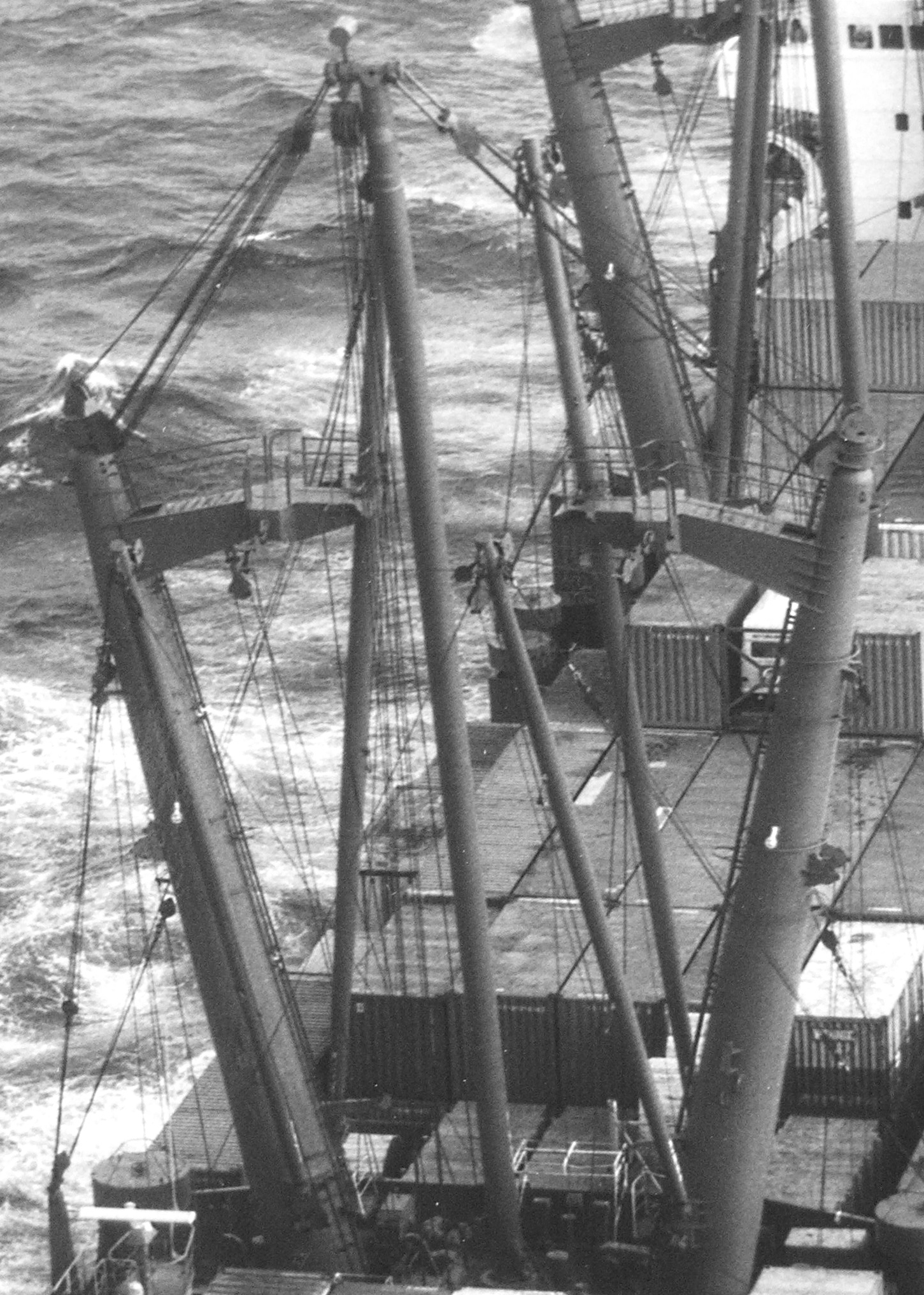
Kombinierter Stülcken-Schwergutbaum

Der Stülcken-Schwergutbaum, auch Stülcken-Mast, oder das Stülcken-Schwergutgeschirr genannt, ist ein ab 1954 auf Schwergutschiffen verwendetes Schwergutgeschirr.

## Geschichte
Die etwa ab Ende des Ersten Weltkriegs durch Reedereien wie der norwegischen Belships oder der Bremer Reederei DDG „Hansa“ verwendeten Schwergut-Ladegeschirre waren arbeits- und zeitaufwändig. Der Konstrukteur Sprengel der Hamburger Stülcken-Werft entwickelte Anfang der 1950er Jahre in Zusammenarbeit mit der Reederei DDG „Hansa“, vor allem mit deren nautischen Inspektor Meybohm, ein neuartiges Schwergutgeschirr, welches leistungsfähiger, schneller und einfacher aufgebaut war als herkömmliche zeitgenössische Systeme. Die ab 1953 für die „Hansa“ gebauten Schiffe der Lichtenfels-Klasse waren die ersten ihrer Art mit dem neuartigen „Stülcken-Geschirr“, dass über mehrere Dekaden eine weltweite Vorrangstellung einnahm. Über Jahre entwickelte die Werft die Schwergutbäume weiter, um die anfangs sehr anspruchsvolle Bedienbarkeit zu vereinfachen und die Hubkapazität zu steigern. Die leistungsfähigsten Stülckenmasten konnten letztlich bis zu 350 Tonnen im Einzelhub bewältigen. Nach dem Konkurs der Stülcken-Werft im Jahr 1966 übernahm die Werft Blohm + Voss den Bau und Vertrieb der Bäume. Im Juni 1970 erhielt das Schiff S.A. Vergelegen den 250-sten Stülckenbaum und im Laufe der 1980er Jahre endete der Bau von Stülckenbäume, da ebenso leistungsfähige, aber flexiblere Schiffskräne entwickelt worden waren.

## Technik

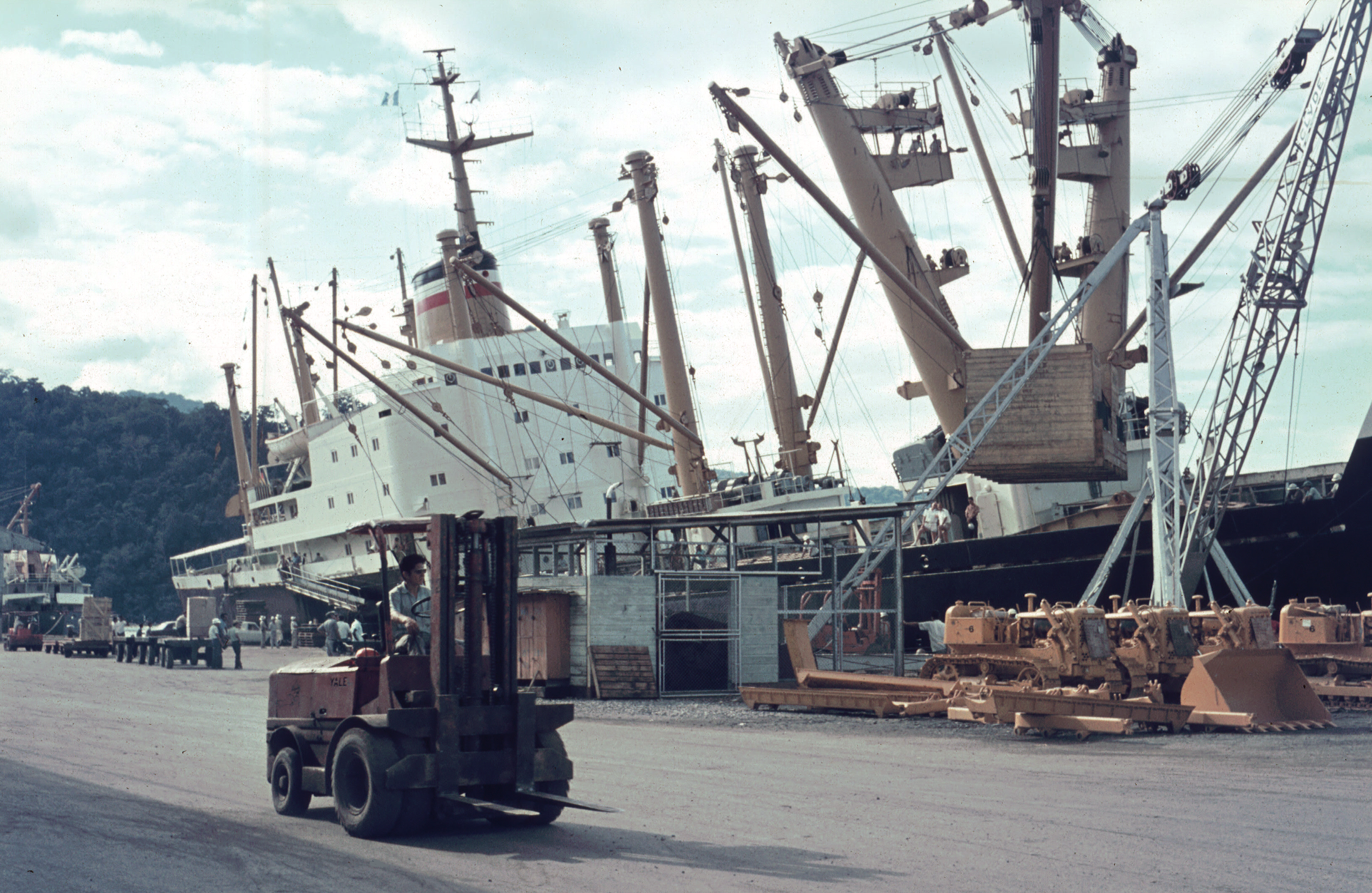
Stülckengeschirr im Einsatz, die Frankfurt bei der Verladung von Schwergut

Das Stülcken-Geschirr zeichnete sich durch eine Reihe von Vorteilen aus. Durch den konstruktionsbedingten Wegfall der bei herkömmlichen Ladebäumen notwendigen Wanten und Geien und der hoch angebrachten Kontroller war es einfacher zu bedienen. Die im Verhältnis einfach aufgebaute Grundkonstruktion machte eine schnelle Arbeitsbereitschaft möglich. Waren zum Auftakeln eines herkömmlichen Geschirrs mehrere Arbeitsstunden zu veranschlagen, konnte ein Stülckenmast im günstigsten Fall innerhalb einer Viertelstunde betriebsbereit sein. Stülckengeschirre erlaubten das Durchschwenken des Baumes, was die Bedienung von zwei Luken ermöglichte. Um das zu ermöglichen, war die Spitze des Ladebaumes gabelförmig ausgeführt und erlaubte ein Durchkippen der Ladeblocktalje. Die V-förmige Anordnung der Ladepfosten waren in der Regel gleichzeitig als Lüfterschächte für die Laderäume ausgeführt und machten darüber hinaus die Stauung von Ladung neben den Pfosten an Deck möglich, was vor allem bei der Übernahme besonders langer Kolli vorteilhaft war. Auch ein Durchschwenken der Last von einer Seite des Schiffes zur anderen war möglich.